# Bitwa pod Maciejowicami

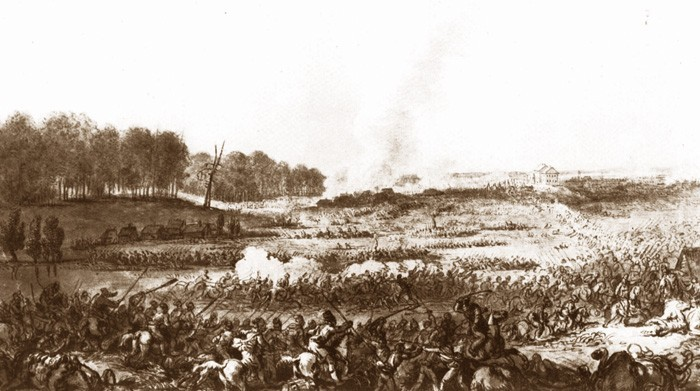
Aleksander Orłowski, Bitwa pod Maciejowicami (widok od strony rosyjskiej)

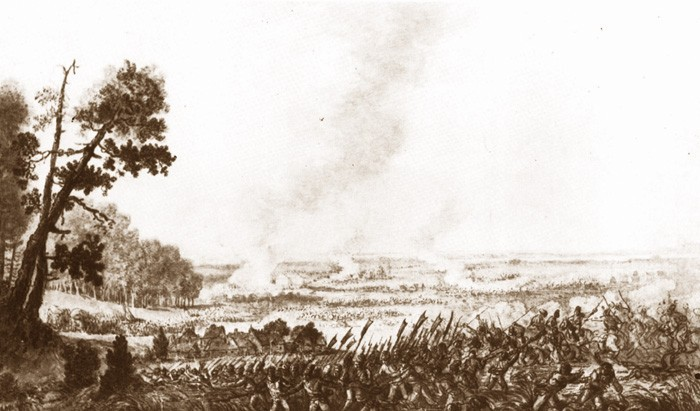
Aleksander Orłowski, Bitwa pod Maciejowicami (widok od strony polskiej)

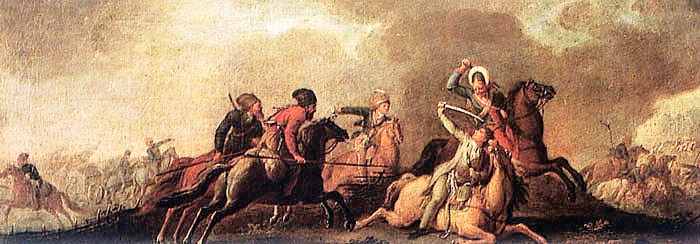
Bitwa pod Maciejowicami pędzla Jana Bogumiła Plerscha. Kościuszko pada ranny w bitwie.

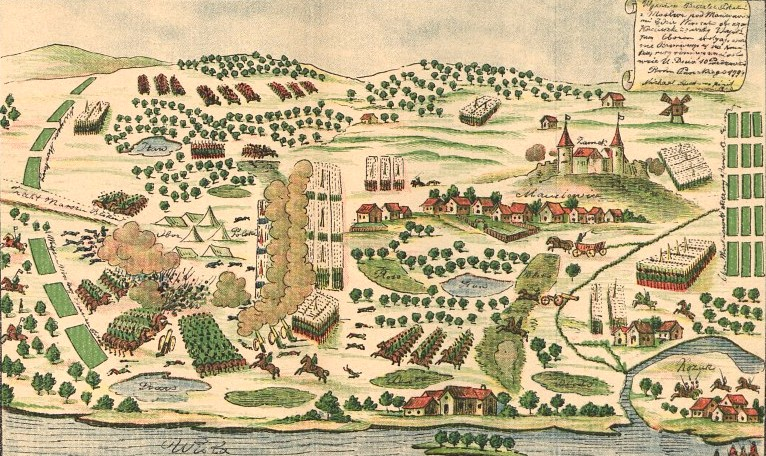
Bitwa pod Maciejowicami

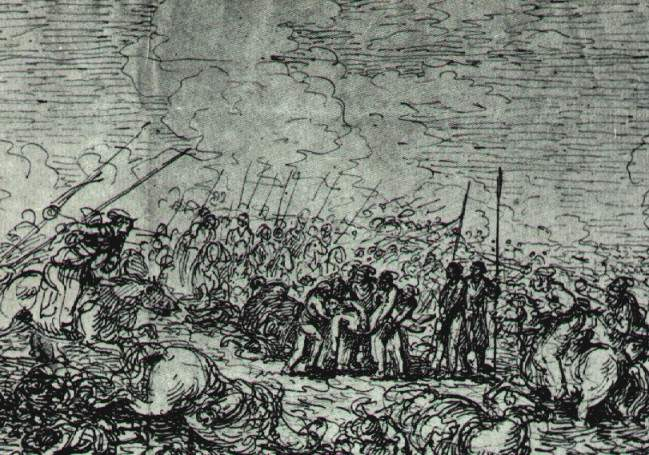
Jan Piotr Norblin, Kościuszko pod Maciejowicami

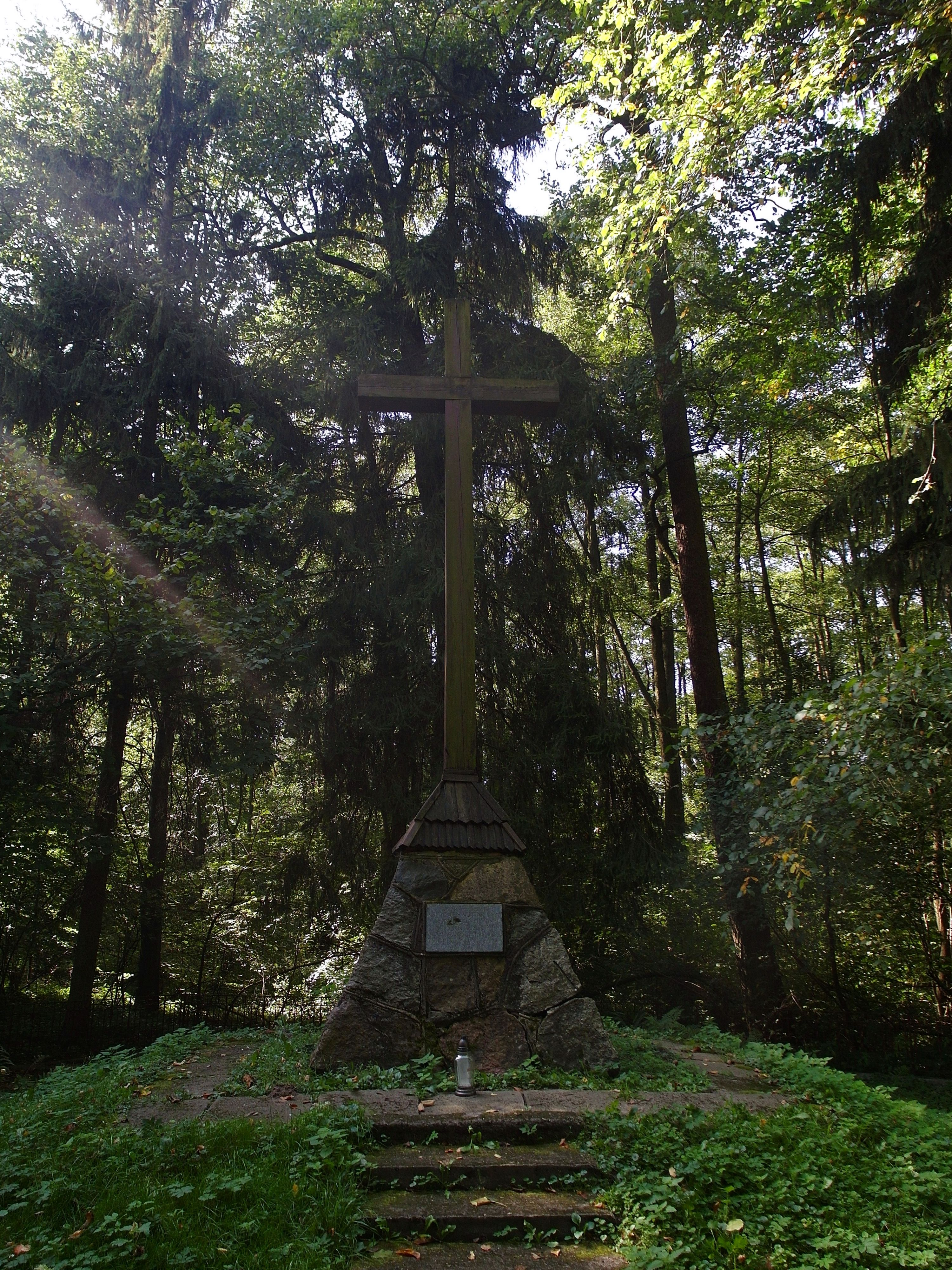
Kopiec Kościuszki w rezerwacie niedaleko wsi Nowa Krępa, w miejscu, gdzie Kościuszko dostał się do rosyjskiej niewoli

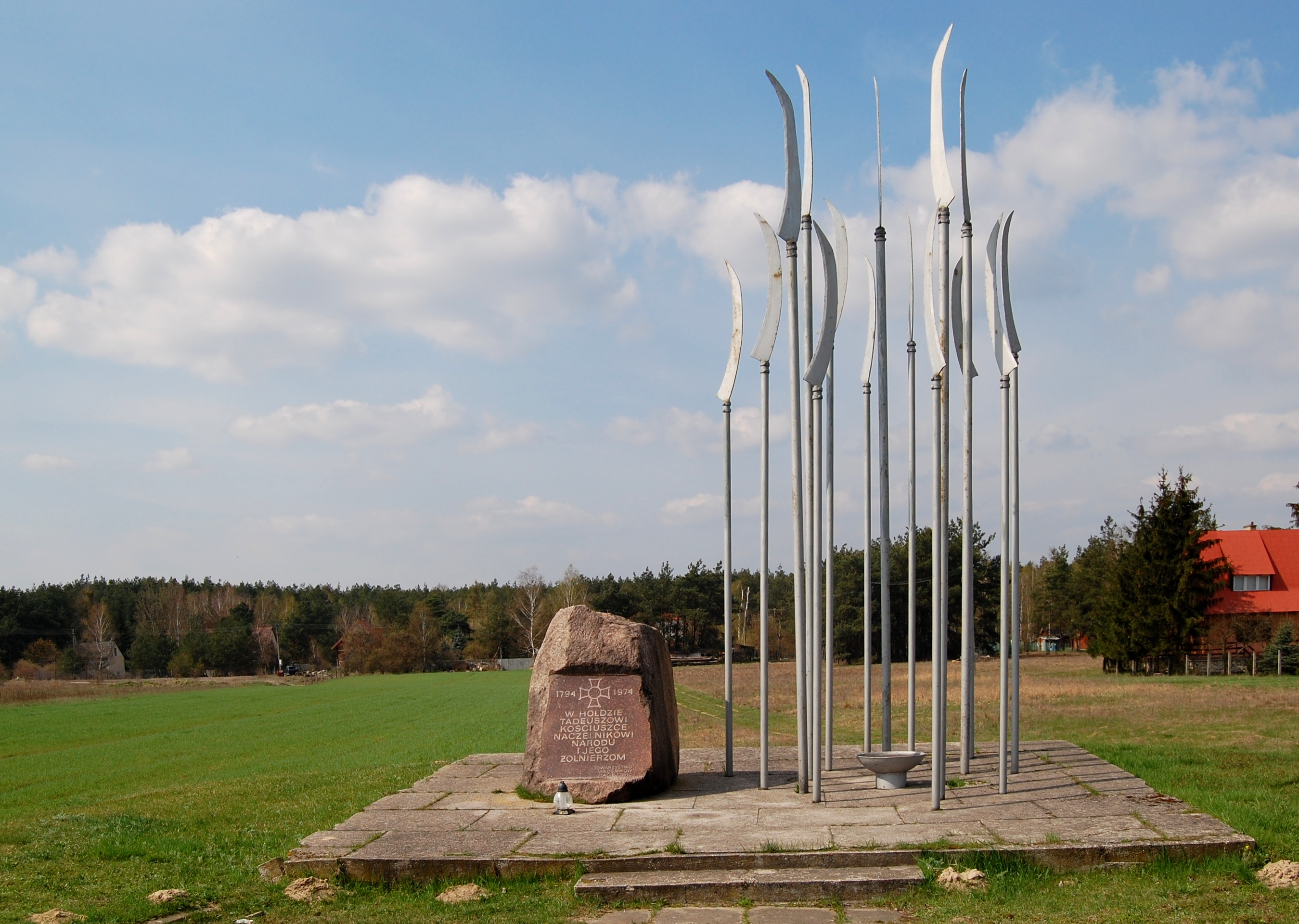
Pomnik w Maciejowicach z 1974 r. autorstwa Macieja Krysiaka

Bitwa pod Maciejowicami – bitwa stoczona 10 października 1794 roku pod Maciejowicami pomiędzy wojskami polskimi dowodzonymi przez gen. Tadeusza Kościuszkę (naczelnika insurekcji) a wojskami rosyjskimi pod dowództwem gen. Fiodora Denisowa i Iwana Fersena, zakończyła się klęską wojsk powstańczych i wzięciem do niewoli rannego dyktatora powstania.

## Przed bitwą
We wrześniu roku 1794 sytuacja na froncie rosyjskim stale się pogarszała. Na skutek naporu wojsk rosyjskich armia litewska była w odwrocie, od strony Ukrainy nadciągał korpus gen. Aleksandra Suworowa liczący 12,5 tys. żołnierza. Próba powstrzymania Suworowa przez dywizję gen. Karola Sierakowskiego skończyła się przegranymi bitwami pod Krupczycami (17 września) i Terespolem (19 września).
Tadeusz Kościuszko, widząc niebezpieczeństwo połączenia się dwóch dużych korpusów rosyjskich – korpusu Suworowa zdążającego znad Bugu i korpusu Fersena operującego na lewym brzegu Wisły, postanowił każde z tych ugrupowań rozbić oddzielnie. Plan przewidywał rozbicie wojsk Suworowa przez odtworzoną dywizję gen. Sierakowskiego, wzmocnioną wojskiem litewskim, zaś oddziały Fersena miał zatrzymać na lewym brzegu Wisły swoją dywizją gen. Adam Poniński.
4 października korpus Fersena przeprawił się przez Wisłę i zmusił tym samym Kościuszkę do szybkiej reakcji. Kościuszko postanowił przyjąć bitwę przy ponad dwukrotnej przewadze wroga, w oparciu o rzekę Okrzejkę i wzgórze zamku (dworu) Podzamcze (ówczesna własność Andrzeja Zamoyskiego) pod Maciejowicami. 9 października polsko-litewskie oddziały przybyły do Maciejowic po długim marszu w złej pogodzie. O czwartej po południu pierwsze oddziały polskie stanęły na wzgórzu, a ostatnie nadciągnęły wieczorem. W trakcie przemarszu doszło do drobnych potyczek z Kozakami, które nie opóźniły zbytnio przemarszu.
Na miejscu Kościuszko ustawił działa naprzeciw grobli z dwoma batalionami Działyńczyków, którzy otrzymali rozkaz sypania zasłon wałowych, nieukończonych z uwagi na nadciągającą noc. Po lewej stronie dworu stanęli piechota i kosynierzy pod dowództwem płk. Jana Krzyckiego i gen. Kniaziewicza, wzdłuż rzeki stanęła jazda.
Kościuszko planował stawiać opór do chwili nadejścia liczącej 4 tys. ludzi dywizji gen. Ponińskiego, któremu wydał rozkaz dołączenia. Dywizja Ponińskiego miała zająć lewe skrzydło polskie. O 2 nad ranem 10 października przybył do Kościuszki goniec od Ponińskiego z wieścią, że jego dywizja znajduje się 3 mile od Maciejowic. Gońca odesłano z rozkazem, by czym prędzej do niego pośpieszał. Jednak gdy goniec dotarł do Ponińskiego, bitwa już trwała.

## Bitwa
Rosjanie przybyli pod Maciejowice 9 października po przeprawie przez Wisłę przez most w Maciejowicach, który po przeprawie gen. Fersen nakazał rozebrać, aby odciąć ewentualną drogę odwrotu swoich wojsk. Pod osłoną nocy dokonali przegrupowania i po przeprawie przez mokradła o świcie znaleźli się wokół sił polskich.
Korpus gen. Denisowa zagroził obejściem lewego skrzydła od strony wsi Oronne, co zmusiło Kościuszkę do przerzucenia tam większości odwodów. Na prawym skrzydle od strony wsi Krępa znalazła się rosyjska brygada gen. Tormasowa, od strony Wisły brygady gen. Chruszczewa i gen. N. Rachmanowa.
Natarcie rosyjskie zaczęło się o 5.45 w rejonie wsi Oronne, gdzie polska piechota stawiła zaciekły opór wojskom Denisowa. Kolejno uderzyły brygady gen. Tormasowa na prawe skrzydło spychając Polaków pod zamek i gen. Chruszczewa na centrum osiągając zaplanowane pozycje. Około 8 rano do ataku ruszyła na prawe skrzydło brygada gen. Rachmanowa, a jazda płk. P. Tołstoja wykonała głęboki manewr okrążający.
Około godziny 12 Rosjanie podjęli decydujące natarcie na polskie pozycje i przełamali linię obrony; pomimo zaciętej walki Polacy stracili prawe skrzydło, a niedobitki broniły się jeszcze w piwnicach zamkowych przez 2 godziny. Na lewym skrzydle, wobec wyczerpania się amunicji, zamilkła polska artyleria. Około godz. 13 nastąpiło kontrnatarcie kosynierów pod dowództwem Krzyckiego, ale załamało się ono w ogniu kartaczy artylerii Chruszczewa, a sam Krzycki zginął. Na widok rosyjskiej kawalerii sekretarz Kościuszki Niemcewicz ruszył na czele nowo zaciągniętej jazdy brzeskiej, jednak sam ranny w rękę nie był w stanie opanować paniki jazdy, która uciekła z pola walki. Natarcie odpierała polska jazda, jednak po chwili drugie natarcie rosyjskie rozbiło szyki polskie; rozbite na niewielkie grupy oddziały piechoty broniły się do końca.
Kościuszko z oddziałem jazdy próbował uciec z pola bitwy, jednak pod Krępą dościgła ich jazda rosyjska. W obliczu klęski Naczelnik wykrzyknął rzekomo: finis Poloniae! (łac. koniec Polski). Po zaciętej walce Kozacy zmasakrowali polską jazdę, a skłuty pikami naczelnik już na ziemi został cięty w głowę pałaszem przez korneta charkowskiego pułku jazdy Łysenkę (korpus Repnina). Około godz. 5 po południu Rosjanie znaleźli na pobojowisku Kościuszkę i opatrzyli go, nie dając mu większych szans na przeżycie. Polscy dowódcy wraz z Kościuszką zostali uwięzieni w piwnicach pod zamkiem.
Późnym popołudniem na pole bitwy dotarła dywizja Ponińskiego, już po pogromie. Po połączeniu się z niedobitkami z wojsk Kościuszki Poniński wydał rozkaz odejścia do Warszawy.

## Po bitwie
Wynik bitwy mógł być inny, gdyż w pobliżu stacjonował liczący 4 tys. żołnierzy korpus Adama Ponińskiego, ale jego dowódca zbyt późno został wezwany przez Kościuszkę i tym samym nie zdążył przyjść w sukurs walczącym. Kościuszko do końca życia za przegranie batalii maciejowickiej obwiniał właśnie Ponińskiego, choć ten nie ponosił winy za błąd Naczelnika. Oskarżony o niewypełnienie rozkazów, a nawet zdradę w związku z opóźnionym przybyciem pod Maciejowice Poniński został uniewinniony przez sąd. Tzw. sprawa Ponińskiego ciągnęła się jeszcze wiele lat po insurekcji.
W wyniku bitwy do niewoli dostał się nie tylko Kościuszko, ale także generałowie i oficerowie, także sekretarz Kościuszki Julian Ursyn Niemcewicz, który jako cywil kazał w niewoli tytułować się majorem. Wśród przyczyn klęski dopatrywano się także zbytniej bierności polskiej kawalerii dowodzonej przez Kamieńskiego.

## Pamięć o bitwie
- Walki pod Maciejowicami zostały, po 1990 r., upamiętnione na Grobie Nieznanego Żołnierza w Warszawie napisem na jednej z tablic, „MACIEJOWICE 10 X 1794”.
- Przed pałacem w Podzamczu znajduje się kamień-pomnik z podobizną Tadeusza Kościuszki i napisem: Miejsce ostatniego boju naczelnika narodu polskiego Tadeusza Kościuszki 10 X 1794. postawiony w 200. rocznicę bitwy.
- Plakieta pamiątkowa przy pałacu z napisem: Pod tym drzewem był opatrywany z ran w czasie bitwy pod Maciejowicami 10 X 1794 r. wódz Tadeusz Kościuszko. Z historycznej lipy pozostały tylko te martwe fragmenty pnia żywe rosnące obok lipy to jej odrosty.
- Pomnik w Maciejowicach przy szkole proj. Stanisława Strzyżyńskiego odsłonięty w 1984, przy nim 2 armaty i tablica.
- Pomnik w zachodniej części rynku w Maciejowicach z napisem: Tadeuszowi Kościuszce, Naczelnikowi Narodu Polskiego i Jego żołnierzom – w rocznicę bitwy pod Maciejowicami, społeczeństwo Maciejowic., proj. Mieczysława Weltera, odsłonięty w 1976.
- Przy drodze Maciejowice-Podzamcze-Sobolew pomnik z kosami na sztorc i kamień z napisem: 1794-1974 w hołdzie Tadeuszowi Kościuszce Naczelnikowi narodu i jego żołnierzom. proj. Macieja Krysiaka, odsłonięty w 1974.
- Przy drodze do Sobolewa w Oronnem tzw. Sosna Kościuszki – zachowany fragment drzewa, spod którego dowodzić miał Kościuszko w czasie bitwy.
- Kopiec Kościuszki w Krępie z 1917 upamiętniający wzięcie do niewoli i potyczkę z Kozakami przy miejscowym dworze. Kopiec usypany przez okoliczną ludność, na szczycie stoi drewniany krzyż na granitowym fundamencie z tablicą informującą o wystawieniu w setną rocznicę śmierci Kościuszki (15 X 1817 – 15 X 1917). Kopiec prawdopodobnie znajduje się w miejscu zbiorowej mogiły powstańców. Do 1947 miejsce patriotycznych manifestacji 3 maja – wtedy to UB krwawo rozpędził manifestację. Przy kopcu rezerwat Kopiec Kościuszki.
- Żółty szlak turystyczny tzw. Szlak Kościuszkowski prowadzący przez teren dawnej bitwy.
- Muzeum im. Tadeusza Kościuszki i bitwy maciejowickiej w ratuszu na rynku w Maciejowicach.